# Franz von Matzinger

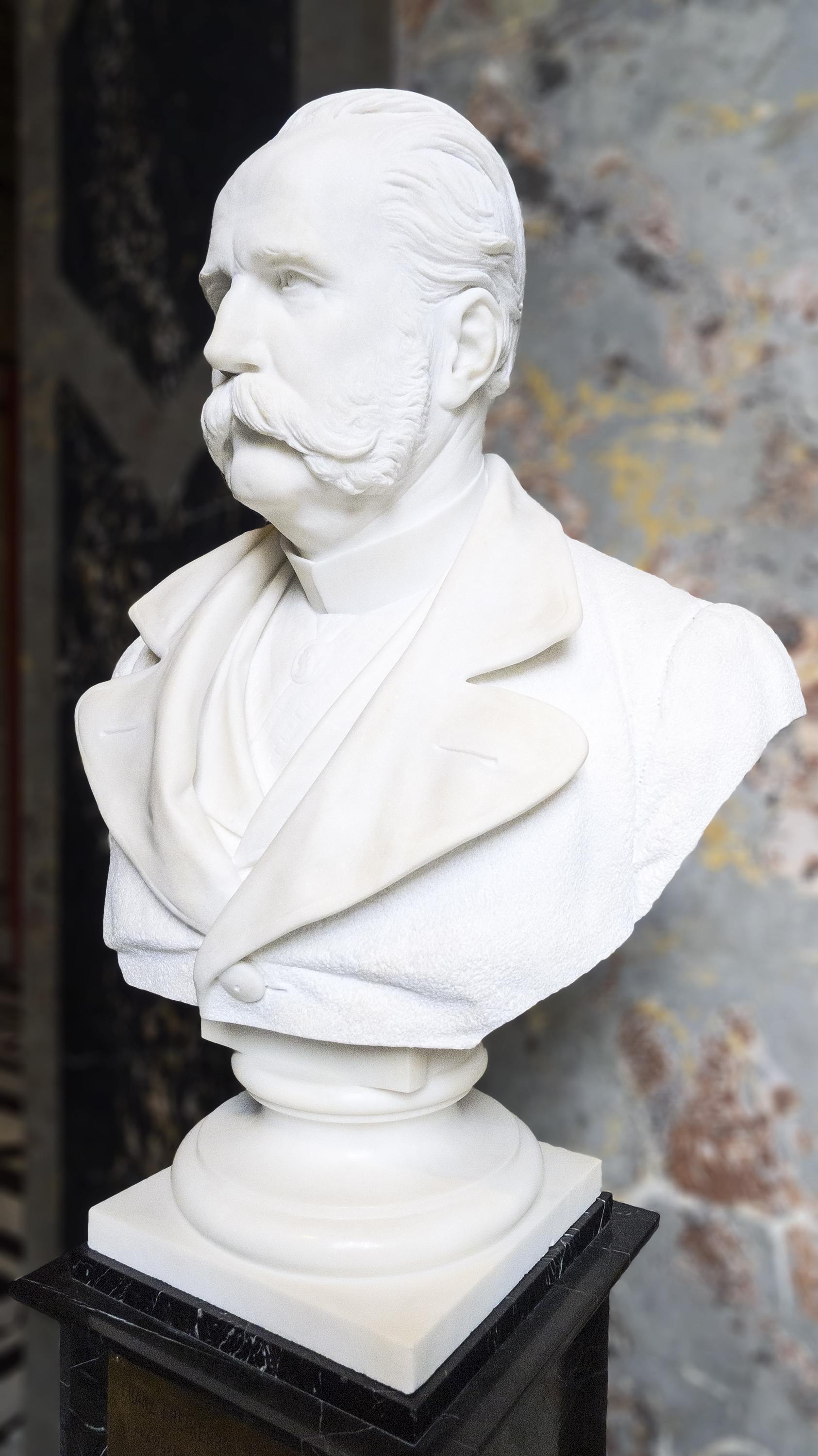
Büste Franz von Matzingers im Kunsthistorischen Museum

Franz Matzinger, seit 1859 von Matzinger, seit 1879 Freiherr von  Matzinger  (* 23. März 1817 in St. Pölten; † 22. August 1896 in Weidling) war ein österreichischer Beamter.

## Leben
Franz Matzinger war der Sohn eines Lehrers. Er studierte Rechtswissenschaft an der Universität Wien und wurde 1841 promoviert. Er war ab 1839 im Staatsdienst tätig und machte ab 1850 Karriere im Innenministerium unter Alexander von Bach. 1854 wurde er Ministerialsekretär und 1857 Sektionsrat.
Er konzipierte die Stadterweiterung Wiens durch den im Lizitationsweg erfolgenden Verkauf der durch den Abriss der Befestigungsanlagen freiwerdenden Grundstücke. Matzinger war der eigentliche Autor des kaiserlichen Handschreibens vom Dezember 1857, das den Abriss der Basteien und die Schaffung der Wiener Ringstraße verfügte. 1859 wurde er nobilitiert und 1879 in den Freiherrenstand erhoben.
Obwohl zeitweilig heftig umstritten, blieb Matzinger als Leiter des 1858 gegründeten Wiener Stadterweiterungsfonds über Jahrzehnte eine mächtige Zentralfigur der baulichen Erweiterung der Stadt im Ringstraßenbereich. Seine Amtszeit dauerte bis 1890. Matzinger war Mitglied aller Baukomitees für öffentliche Bauten und Präsident des Hofbau-Comités (1883–1992). Als ehemaliger Wiener Sängerknabe machte er sich besonders um die Gesellschaft der Musikfreunde in Wien verdient, die das Grundstück für ihr Konzertgebäude vom Staat geschenkt erhielt. Auch sonst galt Matzinger zwar als harter Verhandler, aber als kulturell höchst interessierte Persönlichkeit. Er übergab „seinen“ Stadterweiterungsfonds, ungeachtet aller Versuche, ihn „auszuräumen“ und seine Mittel fremden Zwecken zuzuführen, mit einem hohen Aktivum.
Franz Freiherr von Matzinger starb am 22. August 1896 in Weidling. Schon 1875, zu seinen Lebzeiten, wurde in Penzing (Wien) (14. Bezirk) die Matzingerstraße nach ihm benannt.